# Campionato europeo di scherma 1991
La IV edizione del campionato europeo di scherma ("1991 European Fencing Championships") si è svolta nel 1991 a Vienna, in Austria.
Nel fioretto, si sono aggiudicati i titoli dei campionati europei il magiaro István Busa, che ha battuto in finale l'austriaco Michael Ludwig, e la magiara Zsuzsanna Jánosi, che ha avuto la meglio sulla connazionale Ildikó Pusztai.
Nella spada il magiaro Iván Kovács ha battuto in finale il transalpino Jean-Marc Muratorio, ottenendo il titolo europeo, mentre tra le donne la magiara Mariann Horváth ha sconfitto la connazionale Zsuzsanna Szőcs.
Nella sciabola il magiaro Bence Szabó ha battuto in finale il connazionale Péter Abay.

## Risultati

### Uomini
| Evento               | Oro                                                                 | Argento             | Bronzo                                                               |
| Spada                |                                                                     |                     |                                                                      |
| Spada individuale    | Iván Kovács                                                         | Jean-Marc Muratorio | Arno Strohmeyer Jiří Douba                                           |
| Spada a squadre      | Germania Günter Jauch André Kühnemund Patrick Draenert Ingo Grausam | Austria             | Cecoslovacchia                                                       |
| Fioretto             |                                                                     |                     |                                                                      |
| Fioretto individuale | István Busa                                                         | Michael Ludwig      | Bogusław Zych Zsolt Érsek                                            |
| Fioretto a squadre   | Ungheria István Busa Zsolt Érsek Zsolt Németh Csaba Kun             | Francia             | Polonia Bogusław Zych Adam Krzesiński Leszek Bandach Wojciech Ryczek |
| Sciabola             |                                                                     |                     |                                                                      |
| Sciabola individuale | Bence Szabó                                                         | Péter Abay          | Zīsīs Babanasīs György Nébald                                        |
| Sciabola a squadre   | Ungheria Bence Szabó Péter Abay György Nébald Imre Bujdosó          | Francia             | Austria                                                              |

### Donne
| Evento               | Oro                                                                     | Argento         | Bronzo                                                               |
| Spada                |                                                                         |                 |                                                                      |
| Spada individuale    | Mariann Horváth                                                         | Zsuzsanna Szőcs | Gyöngyi Szalay Pernette Osinga                                       |
| Spada a squadre      | Ungheria Mariann Horváth Zsuzsanna Szőcs Gyöngyi Szalay Marina Várkonyi | Austria         | Polonia Anna Rotkiewicz Iwona Oleszyńska Agata Stępień Anita Iwańska |
| Fioretto             |                                                                         |                 |                                                                      |
| Fioretto individuale | Zsuzsanna Jánosi                                                        | Ildikó Pusztai  | Monika Weber Lucia Traversa                                          |
| Fioretto a squadre   | Ungheria Zsuzsanna Jánosi Ildikó Pusztai Ildikó Mincza Gertrúd Stefanek | Bulgaria        | Francia                                                              |

## Medagliere
| Posizione | Nazione        | Oro | Argento | Bronzo | Totale |
| --------- | -------------- | --- | ------- | ------ | ------ |
| 1         | Ungheria       | 9   | 3       | 3      | 15     |
| 2         | Germania       | 1   | 0       | 1      | 2      |
| 3         | Austria        | 0   | 3       | 2      | 5      |
| 4         | Francia        | 0   | 3       | 1      | 4      |
| 5         | Bulgaria       | 0   | 1       | 0      | 1      |
| 6         | Polonia        | 0   | 0       | 3      | 3      |
| 7         | Cecoslovacchia | 0   | 0       | 2      | 2      |
| 8         | Grecia         | 0   | 0       | 1      | 1      |
| 8         | Italia         | 0   | 0       | 1      | 1      |
| 8         | Paesi Bassi    | 0   | 0       | 1      | 1      |
| Totale    | Totale         | 10  | 10      | 15     | 35     |